# Henry Castide
L’histoire de Henry Castide, chevalier anglo-irlandais, se trouve dans les Chroniques de Jean Froissart.
Froissart était un des plus importants chroniqueurs de l'époque médiévale. La vie de Castide en Irlande et ailleurs illumine les relations culturelles et linguistiques entre les Irlandais gaéliques et les Anglo-irlandais (souvent d’origine normande), même s’il faut prendre en compte les préjugés du chroniqueur.

## Contexte
Les Anglo-normands envahirent l’Irlande en 1167 sur la demande du roi de Leinster, Dermott MacMurrough (Diarmuid Mac Murchadha), alors en exil. Au cours du XIVe siècle, l’assimilation des Anglo-normands à la population locale se poursuit à cause d’une recrudescence irrésistible de la culture gaélique. L’aire de domination anglo-normande se réduit aux alentours de Dublin, sans que l’Angleterre, occupée par la guerre de Cent Ans contre les Français, ne puisse intervenir. 
Face aux échecs des tentatives d’application de la loi anglaise, le gouvernement de l’Irlande a été confié par l’Angleterre en grande partie aux chefs anglo-irlandais.

## Vie de Castide
Froissart fait la connaissance d'Henry Castide à la cour de Richard II d'Angleterre en 1394, quand Castide a environ cinquante ans. Froissart voulait recueillir des informations sur l’invasion menée en Irlande par Richard pour consolider la puissance royale. 
Castide passe sa jeunesse en Irlande et sait parler trois langues, y compris l’irlandais. Il dit à Froissart que « je say parler leur langage, aussi bien que je say le François & l’Anglois, car de ma jeunesse je su nourri entr’eux, & le Comte Thomas d’Ormont, père de celuy qui est Comte presentement, me tenoit avecques luy, & moult m’aimoit, pource que bien je savoie chevaucher ».  
Castide dit qu’il est très difficile de partir en guerre contre les Irlandais à cause du paysage sauvage (« fermé estrangement & sauvagement de hautes forests, de grosses eaues, de crolieres, & et de lieux inhabitables »). Les Irlandais étaient experts en tactiques de guérilla, exploitant des endroits secrets pour surprendre l’ennemi : « & quand ils voient leur plus bel, ils trouvent bien l’avantage pour venir à leurs ennemis, car ils cognoissent leur pays, & sont très appertes gens, & ne peut nul Homme d’armes, monté à cheval, si fort courir (tant soit bien monté) qu’ils ne l’atteignent... ».
Castide a été capturé pendant un accrochage par un chef irlandais qui, selon le texte, s’appelait Brin (Brian) Costeret et passe sept ans chez lui. Il épouse une fille de Brian, mariage qui produit deux enfants. Quand on capture Brian quelques années plus tard, Castide retourne en Angleterre avec son épouse et une de leurs deux filles (la plus jeune, l’aînée étant restée en Irlande), et s’installent à Bristol. À l’époque de sa rencontre avec Froissart, il a des petites-filles en Irlande et en Angleterre, et continue à parler irlandais (« car tousiours je l’ay continué avecques ma femme, & m’introduy à l’apprendre à mes enfans [petit-filles], tant que je puis... »).
En raison de sa connaissance de l’irlandais, le roi lui demande d'enseigner les coutumes anglaises à quatre chefs du pays qui venaient de se soumettre au gouvernement anglais, mais Castide admet qu’il est très difficile de les débarrasser de leurs habitudes ancestrales.  

## Problèmes
L’histoire de Castide révèle des attitudes des Irlandais qui sont conformes à celles qu’on trouve habituellement parmi les Anglo-normands. Les régions gaéliques sont sauvages, les coutumes des habitants sont marquées par la « rudesse », les Irlandais ne prennent pas des otages mais préfèrent tuer leurs prisonniers. D’une part, il semble peu probable que Castide ne connût pas les vraies caractéristiques de la culture gaélique, y compris un système légal complexe et une littérature sophistiquée,. En outre, la prise des otages faisait partie intégrante de la guerre en Irlande. 
Il y a de nombreux exemples dans les chroniques irlandaises, dont une entrée se rapportant à Brian Ballach Ó Conchubhair, qui captura Ruairí Ó Conchubhair en 1381 et obtint une rançon par conséquent. 
D’un autre part, Castide et Froissard appartenaient (en moins en partie) à une culture qui mettait l’accent sur un certain raffinement chevaleresque, ce qui pouvait influencer la tendance du texte.